# 沃普西諾諾克鎮區 (愛荷華州馬斯卡廷縣)
沃普西諾諾克鎮區（英語：Wapsinonoc Township）是位於美國愛荷華州馬斯卡廷縣的一個行政鎮區。

## 地方資料
根據2010年美國人口普查的數據，沃普西諾諾克鎮區的面積為110.54平方千米，當中陸地面積為110.41平方千米，而水域面積為0.13平方千米。當地共有人口4528人，而人口密度為每平方千米40.96人。